# Руський домен короля

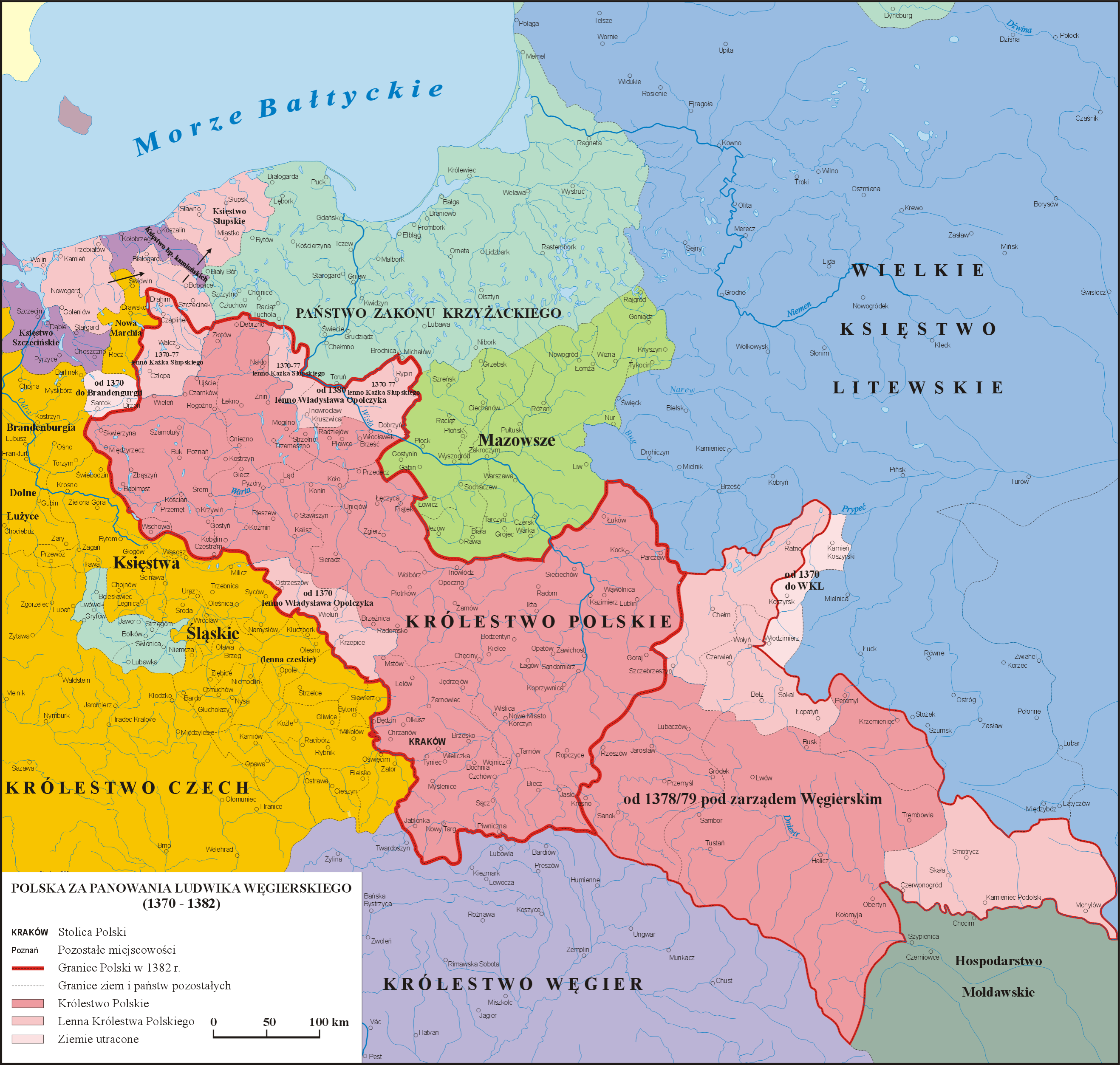
Руський домен Короля за часів Короля Людовіка

Руський домен короля — юридичний термін на означення частини території колишнього Галицько-Волинського князівства (ця частина ще називалася Королівство Русь), яка пізніше стала основою Руського воєводства і Подільського воєводства. Цей термін є коректним з точки зору історичної відповідності тим процесам, що відбувалися на цій території. Адже використання терміна «Галичина» є неприйнятним з точки зору його пізньомодерного походження, а термін «Червона Русь» («Ruś Czerwona»), притаманний польській історіографії, не має жодного підкріплення в тогочасних джерелах.
Термін «Руський домен короля» знаходить своє відображення в титулатурі володарів цієї території, починаючи із середини XIV ст., де вони себе називають «господарями Руської землі» («dominus terre Russie»). Їхні намісники, починаючи від 1350-х рр., означуються як «старости Руської землі». Використання цього терміна є слушним для території майбутнього Руського воєводства від середини XIV століття до 1434 року — моменту поширення норм польського права на цю територію, коли місцева шляхта була зрівняна у правах із коронною і перестала бути особистими васалами верховного володаря.
Для території Поділля термін «Руський домен короля» використовували від 1394 по 1434.